# السفينة الشراعية الجزائرية الملاح 938
السفينة الشراعية الجزائرية الملاح 938، السفينة الشراعية «الملاح» ذات الثلاث صواري، «تعد وسيلة بيداغوجية عالية الأداء، مزودة بأحدث التكنولوجيات ذات الدقة العالية في مجال الملاحة البحرية، والتي باستطاعتها العمل في نطاق واسع لأداء مهام تكوينية وتدريبية متعددة، على غرار تعويد الطلبة الضباط على ممارسة الملاحة الشراعية، وتنمية مقاومتهم البدنية والنفسية في ظروف الإبحار الصعبة، فضلا عن تنمية القدرات في مجال الإبحار باستعمال الأشرعة ودون استعمال المحركات، وتنمية القدرات التطبيقية لدى الطلبة في مجال الملاحة البحرية».

## التصميم
مؤلف هذا المفهوم والتصميم الفني للسفينة هو مكتب تصميم Choreń تصميم والاستشارات الموعد النهائي للتسليم السفينة هو نهاية عام 2016.

## موصفات السفينة
- الطول الإجمالي: 110 متر
- عرض: 14.5 م
- ارتفاع الجانب: 8.6 متر
- سطح الشراع: 3000 م
- سرعة تحت الشراع: 17 عقدة (مع الرياح 6 درجة B)